# Avenue Général Merjay
 (août 2025).
Motif : Rue sans notoriété évidente. Sources secondaires semblent absentes.
- Archive Wikiwix
- Bing
- Cairn
- DuckDuckGo
- E. Universalis
- Gallica
- Google
- G. Books
- G. News
- G. Scholar
- Persée
- Qwant
- (zh) Baidu
- (ru) Yandex
- (wd) trouver des œuvres sur Wikidata

| 1. | Préciser le motif de la pose du bandeau. | Précisez le motif de la pose du bandeau en utilisant la syntaxe suivante : {{admissibilité à vérifier\|date=août 2025\|motif=remplacez ce texte par le motif}}                             |
| 2. | Informer les utilisateurs concernés.     | Pensez à avertir le créateur de l'article, par exemple, en insérant le code ci-dessous sur sa page de discussion : {{subst:avertissement admissibilité à vérifier\|Avenue Général Merjay}} |

 (août 2025).
Si vous disposez d'ouvrages ou d'articles de référence ou si vous connaissez des sites web de qualité traitant du thème abordé ici, merci de compléter l'article en donnant les références utiles à sa vérifiabilité et en les liant à la section « Notes et références ».
L’avenue Général Merjay est une rue bruxelloise de la commune d'Auderghem qui relie l'avenue Edmond Van Nieuwenhuyse avec l'avenue Théo Vanpé sur une longueur de 140 mètres.

## Historique et description
Les 6 et 20 juin 1925, le collège attribua le nom d'un ancien bourgmestre à cette rue.
Elle fut pavée au début de 1935.
L’avenue commence au no 12, ce qui est dû à la construction du viaduc Herrmann-Debroux et le réaménagement de l’avenue Gustave Demey.
- Premiers permis de bâtir délivré le 16 janvier 1930 pour les nos 24 et 26.

## Situation et accès
| ___ | Ce site est desservi par la station de métro : Demey. |